# Acanthodelta derividata
Acanthodelta derividata är en fjärilsart som beskrevs av Embrik Strand 1914. Acanthodelta derividata ingår i släktet Acanthodelta och familjen nattflyn. Inga underarter finns listade i Catalogue of Life.